# Vorstädte Athens
Der Begriff „Stadt Athen“ bezeichnet nur die Kernstadt Athen mit etwa 790.000 Einwohnern. Der Großraum Athen, der etwa dem der Präfektur Attika entspricht, hat etwa 3,9 Millionen Einwohner (F 2004). Zu dieser Agglomeration zählen Vorstädte Athens wie die Hafenstadt Piräus oder die Städte Marousi und Peristeri. Diese Städte haben eigene Stadtteile (Gitonies) und teilweise eine eigene Infrastruktur, wie ergänzende Buslinien.
Innerhalb des Großraums Athens gibt es einige Cluster-Bildungen. Jede Stadt hat bestimmte wirtschaftliche Schwerpunkte. So sind die Vertriebszentralen vieler Chemie- und Pharmaunternehmen zumeist in Marousi zu finden, Traditionshotels und Edelboutiquen in Kifissia.  
Die Stadtgrenzen der Gemeinden gehen nahtlos ineinander über und sind oftmals nur schwer erkennbar, an den Hauptstraßen sind sie aber ausgeschildert durch Ortseinfahrts- und Ortsausfahrtsschilder. Oft kommt es vor, dass ein Straßenname im Großraum Athen von den unterschiedlichen Gemeinden vergeben wird, wie zum Beispiel die Straße Moschonision, diese von 11 Gemeinden. Benutzt ein Fahrgast das Taxi, ist es notwendig zu sagen, zu welcher der 11 Moschonision-Straßen man möchte durch Angabe der Vorstadt (in Athen durch Angabe des Stadtteils).
Die Vorstädte sind in der folgenden Liste ungefähr in die Himmelsrichtungen von der Stadt Athen aus gesehen eingeordnet.
Nördlich von Athen:
Agii Anargyri,
Marousi (Amarousion),
Ekali,
Ilio (Nea Liosia),
Iraklio,
Kamatero,
Kifissia,
Lykovrysi (Lykovrysi-Pefki),
Melissia,
Metamorfosi,
Nea Erythrea,
Nea Filadelfia,
Nea Ionia,
Ano Liosia,
Nea Penteli,
Palea Penteli,
Petroupolis,
Pevki (Lykovrysi-Pefki),
Vrilissia
Westlich von Athen:
Egaleo,
Agia Varvara,
Chaidari,
Korydallos,
Nea Chalkidona,
Peristerion
Östlich von Athen:
Agia Paraskevi,
Chalandri,
Cholargos,
Filothei-Psychiko,
Galatsi,
Neo Psychiko,
Papagou,
Zografos
Südlich von Athen:
Agios Dimitrios,
Agios Ioannis Rentis,
Alimos,
Argyropolis,
Byron,
Dafni,
Drapetsona,
Elliniko,
Glyfada,
Ilioupolis,
Kallithea,
Kesariani,
Kalamaki,
Keratsini,
Moschato,
Nea Smyrni,
Nikea,
Paleo Faliro,
Perama,
Piräus,
Tavros,
Voula,
Vouliagmeni,
Ymitos